# Tragicomedia de un hombre sin espíritu
Tragicomedia de un hombre sin espíritu es una novela del escritor Francisco Ayala publicada en 1925 en Madrid. El libro cuenta la historia de Miguel Castillejo, un joven atormentado que se enfrenta a circunstancias adversas. Novela de aprendizaje, la publicación de Tragicomedia supuso el debut como escritor de Francisco Ayala cuando solo contaba 19 años.

## Argumento
Miguel Castillejo, el protagonista, es "un joven afligido por su deformidad, cultivado y misántropo, que ha llevado una vida fracasada y absurda". Tras ver cómo se llevan detenido a su padre, se ve empujado a valerse por sí mismo y, justo cuando parece que su situación comienza a mejorar, un engaño del que es objeto lo sume en una profunda crisis existencial que lo lleva al punto de afirmar que le ha sido arrebatado su espíritu. 

## Personajes e influencias
Para el crítico estadounidense Thomas Mermall, Miguel Castillejo "representa al hombre moderno de sensibilidad excepcional, que va perdiendo esa identidad intransferible que llamamos espíritu y anuncia la suerte de su estirpe en una sociedad de masas".
Si bien Miguel Castillejo es el protagonista absoluto de Tragicomedia, Ayala dispone toda una cohorte de personajes que gravitan en torno a él, "pintorescos personajes que, sin perder su originalidad de individuos, parecen representar tipos humanos", en palabras de Domingo Ródenas.
En unos de sus textos críticos más recordados –el Proemio a La cabeza del cordero– Francisco Ayala afirmaba que Tragicomedia "era fruto de lecturas voraces y diversas". Los principales estudiosos de la narrativa ayaliana coinciden en el peso de sus lecturas juveniles en esta novela de aprendizaje. Toda la tradición literaria española se puede rastrear en las páginas de Tragicomedia: la picaresca de Mateo Alemán y Quevedo, los dramaturgos del Siglo de Oro –especialmente Tirso de Molina–, el romanticismo de Espronceda y Bécquer, el realismo decimonónico de Fernán Caballero o Pereda y, ya contemporáneos del autor, Galdós y los novelistas del 98. Pero sin lugar a dudas, como indicó Carolyn Richmond, especialista en la literatura de Francisco Ayala: 

… la influencia que más se percibe a lo largo de esta novela primeriza, desde su título hasta su casi alucinante final, es la de Cervantes: el diálogo como medio de expresión; la variedad de voces y técnicas narrativas; los personajes, sus salidas y aventuras, que recuerdan a los del Quijote (...); la locura; el perspectivismo; la variedad de fuentes escritas y orales...

## Publicación y recepción de la obra

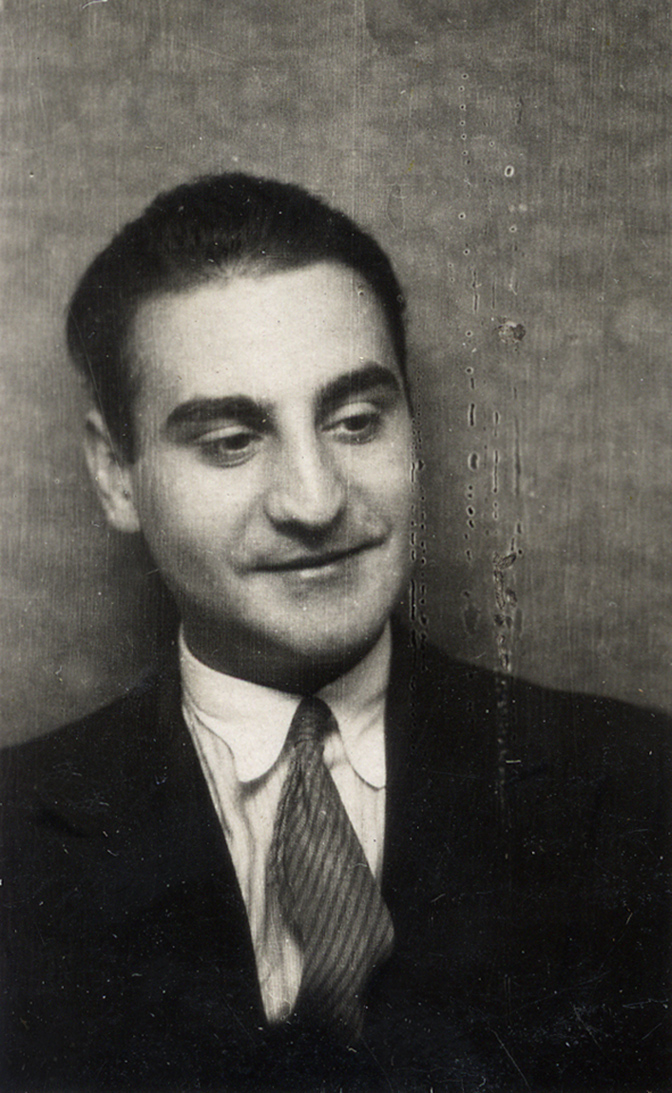
Francisco Ayala en 1926.

Como cuenta Francisco Ayala en sus memorias Recuerdos y olvidos, gracias a un contacto familiar, el manuscrito de Tragicomedia llegó a manos del empresario teatral Guillermo Fernández Shaw, quien costeó la impresión. "Envié ejemplares a los críticos literarios de los periódicos con la esperanza de que la leyeran y, si a tanto llegaba mi suerte, acaso la reseñaran." La obra tuvo una buena acogida y durante la primavera de 1925 aparecieron al menos cinco reseñas de la obra en la prensa madrileña. 

… entre ellas una del amigo Melchor Fernández Almagro, que no oculta su afecto por el joven en su elogio […], otra del crítico más reputado del momento, Enrique Díez-Canedo, y una tercera del novelista erótico Juan González Olmedilla en el Heraldo de Madrid.

## Ediciones
- Madrid, Industrial Gráfica, 1925.
- Madrid, CVS, 1975. Edición en un volumen con Historia de un amanecer.
- Granada, Editorial Universidad de Granada - Fundación Francisco Ayala, 2025.

Ha quedado recogido en Narrativa, volumen I de las Obras completas (Barcelona, Círculo de Lectores-Galaxia Gutenberg, 2012).